# Publi Valeri Flac (acusador)
Publi Valeri Flac (en llatí Publius Valerius Flaccus) va ser l'acusador de Publi Papiri Carbó. Formava part de la gens Valèria i portava el cognomen de Flac.
Molts autors pensen que és el mateix personatge que Gai Valeri Flac, imperator i propretor de la Gàl·lia l'any 83 aC, però això és bastant improbable.